# Pietro Mocenigo
Pietro Mocenigo (Venezia, 3 gennaio 1406 – Venezia, 23 febbraio 1476) è stato il 70º doge della Repubblica di Venezia.

## Biografia
Era il primo degli otto figli (cinque maschi e tre femmine) di Leonardo di Pietro Mocenigo, fratello del futuro doge Giovanni, e di Franceschina di Michele Molin. Nel 1429 convolò a nozze con Laura di Bernardo Zorzi, dalla quale non ebbe figli.
Entrò in politica abbastanza tardi, dopo aver dedicato gli anni precedenti ai commerci. Nel 1438 fu eletto giudice del Proprio e nel 1439 fu nominato ufficiale di Notte per il sestiere di San Marco.
Morto il padre verso la fine del 1442, intraprese la carriera in marina; così, il 17 marzo dell'anno successivo, divenne sopracomito della flotta dell'Adriatico. Il 17 marzo 1443, mentre inseguiva dei corsari catalani, fece naufragio sulla spiaggia di Brindisi e fu imprigionato dall'autorità del posto; condotto a Napoli, venne liberato dopo l'intervento dell'ambasciatore veneziano.
Tornato a Venezia, partecipò alla zonta del Senato per quasi tutto il periodo 1444-49, ma tornò a imbarcarsi quando, il 24 agosto 1449, fu eletto capitano della muda di Beirut.
Fu uno dei più grandi ammiragli della Serenissima, combattendo contro i turchi conquistò Smirne nel 1472 e annesse Cipro alla Repubblica nel 1475. Nel 1470 fu eletto ammiraglio contro i turchi quando, perduta Negroponte, l'Italia stessa era minacciata. In 12 giorni Venezia costruì 73 galere che, al suo comando, cambiarono le sorti della guerra da lui condotta per quattro anni.
Fu eletto doge il 14 dicembre 1474. Sotto il suo dogato iniziò la coniazione della lira d'argento, che in suo ricordo venne chiamata mocenigo.

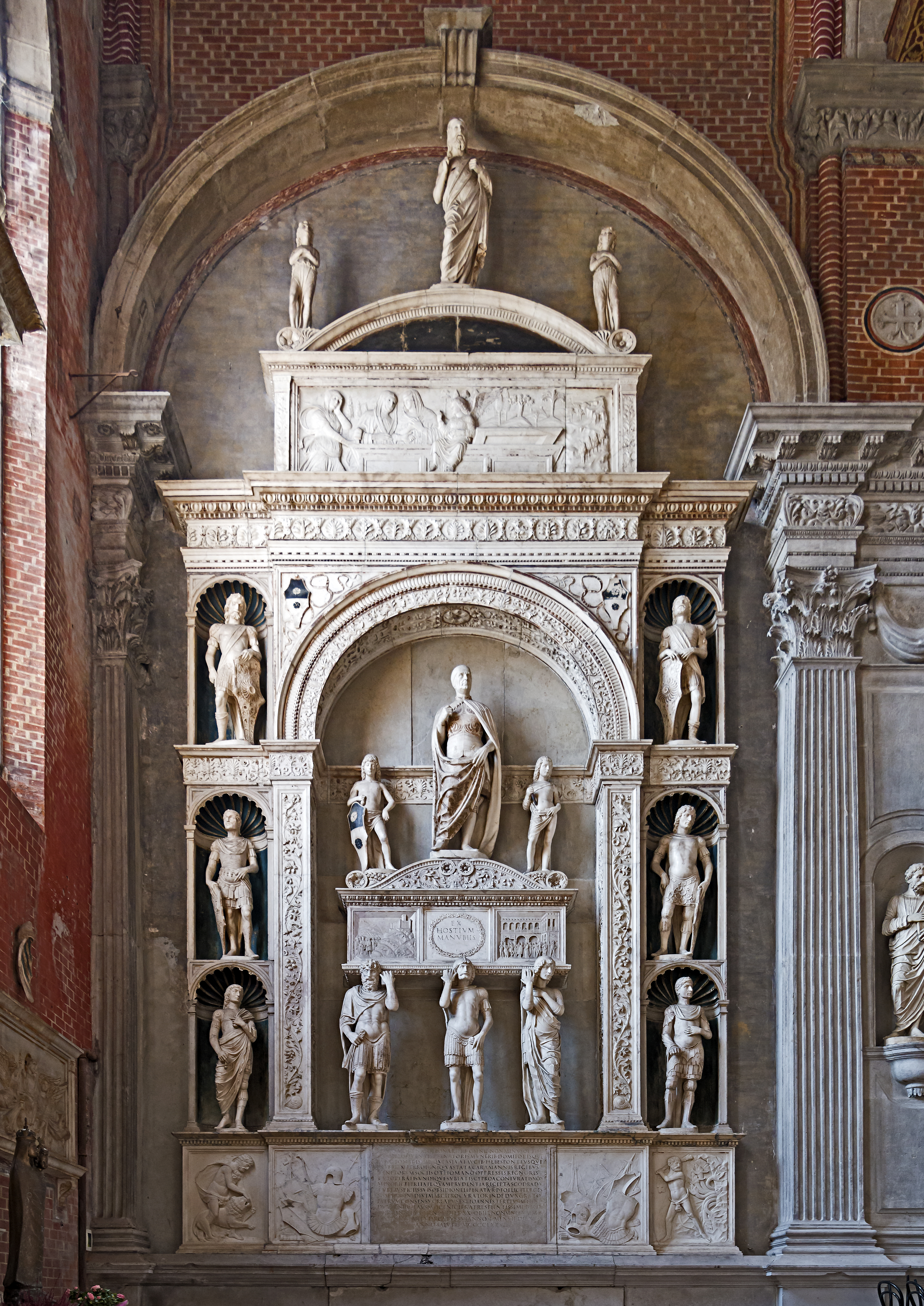
Tomba di Pietro Mocenigo.

Il suo breve dogato si concluse il 23 febbraio 1476, quando Mocenigo si spense per la malaria contratta durante una campagna militare. La sua tomba è oggi nella Chiesa dei Santi Giovanni e Paolo.